# Avenida New Utrecht (línea Sea Beach)
La Avenida New Utrecht es una estación en la línea Sea Beach del Metro de Nueva York de la división A del Interborough Rapid Transit Company. La estación se encuentra localizada en Bensonhurst en Brooklyn entre la Calle 62 y la Avenida New Utrecht. La estación es servida en varios horarios por los trenes del Servicio .